# 캐럿 표기법
캐럿 표기법(Caret notation)은 ASCII의 제어 문자 표기법의 하나이다. ^A는 컨트롤 코드 1을 알파벳을 통해 ^Z까지 컨트롤 코드 26 (0x1A)까지 할당한다. 범위 1-26 밖의 제어 코드의 경우 이 표기법은 근접한, 알파벳이 아닌 ASCII 문자들로 확대된다.
Ctrl 키를 누른채 캐럿 뒤에 표시되는 문자를 입력함으로써 문자 코드를 입력할 수 있다. 이 표기법은 제어 문자가 보통 사용되지 않더라도(예: 텍스트를 잘라내기 위해 ^X 입력) 키보드 단축키를 설명하기 위해 사용되기도 한다.

## 역사
이 전통은 적어도 1964년의 PDP-6로 거슬러 올라간다. PDP-6 매뉴얼에서 Control+C는 ↑C를 인쇄하고 있는데, 예를 들어 C 앞에 작은 윗화살표 모양이다. 1961년 ASCII에서 1968년 ASCII로 변화하면서 이 윗화살표는 캐럿(^)이 되었다.

## 같이 보기
- Control 키